# Бантелн
Бантелн (њем. Banteln) општина је у њемачкој савезној држави Доња Саксонија. Једно је од 40 општинских средишта округа Хилдесхајм. Према процјени из 2010. у општини је живјело 1.593 становника. Посједује регионалну шифру (AGS) 3254006.

## Географски и демографски подаци
Бантелн се налази у савезној држави Доња Саксонија у округу Хилдесхајм. Општина се налази на надморској висини од 79 метара. Површина општине износи 7,5 km². У самом мјесту је, према процјени из 2010. године, живјело 1.593 становника. Просјечна густина становништва износи 212 становника/km².